# Luis Alberto Malagón Suárez
Luis Alberto Malagón Suárez (lugar y fecha de nacimiento desconocido) es un violador y asesino en serie colombiano. Conocido por el alias de El sádico del rincón, se le acusó de secuestrar, violar y asesinar a 5 menores de edad, también se le acusó por el crimen de su esposa. Se cree que perpetró los asesinatos entre 1995 y 1997 en la localidad de Suba; muchas de sus víctimas fueron descuartizadas y arrojadas en bolsas de basura.
Se encuentra recluido en la cárcel de Acacías, en el departamento del meta, por el homicidio de su pareja.

## Asesinatos
Según las investigaciones de las autoridades, Malagón Suárez cometió los asesinatos en la década de 1990, en la localidad de Suba. Las víctimas fueron identificadas como Yulie Yesenia Chacón, Andrea García López, Nini Johana Moncada, Yolanda Perdomo y Lid Consuelo Pineda, quienes eran menores de edad y vivían coincidencialmente en Suba, en el barrio Rincón. Un investigador del antiguo Departamento Administrativo de Seguridad (DAS) afirmó que fue necesario 4 años de investigación y seguimiento para dar con la captura de Malagón Suárez; su hija también le afirmó a las autoridades que en una de las habitaciones de la vivienda donde residían se escuchaban constantemente gritos de personas, sin embargo, Malagón Suárez solo le comentaba que eran los gatos de vecindario. Finalmente, el DAS continuó con las investigaciones y en una requisa realizada en su vivienda, encontraron objetos y pertenencias de sus víctimas, entre ellas, ropa, joyas y otros elementos, además de semen, cabello y saliva; también un objeto cortopunzante. Se cree que los cuerpos de las menores asesinadas fueron colocados dentro de unas bolsas de basura y desaparecidos de manera intencional ya que estas nunca fueron hallados. Una de sus hijas afirmó a las autoridades que Malagón Suárez llevaba a las adolescentes hasta su residencia y, posteriormente, abusaba de ellas ya que las ataba de manos y pies. A pesar de esto, el juez que llevaba el caso desestimó esta versión, motivo por el cual fue absuelto.
La mujer de Malagón Suárez también fue víctima y, en ocasiones, era amordazada en su propia casa; el 19 de febrero de 2001 la asesinó de varias puñaladas delante de sus hijas.

## Proceso
Malagón Suárez fue capturado en 2012 y procesado por el homicidio de su esposa. Por este hecho, se encuentra recluido en la cárcel de Acacías, en el departamento del Meta.